# 왕이 (후한)
왕이(王異, ? ~ ?)는 중국 후한말 시대의 인물로 조앙의 아내이다. 양주 천수군 사람으로, 조앙과의 사이에서 아들 조월(趙月), 딸 조영(趙英)을 낳았다. 《삼국지》에서 등장하는 여성 중 유일하게 전투에 참가한 여성이다.
남편 조앙이 강도 현령이 되었을 때 왕이는 서현에 살고 있었다. 이때 같은 동네의 양쌍(梁雙)이 반란을 일으켜 조앙과 왕이의 아들 둘을 죽였다. 왕이는 처음에 자살하려 했으나 딸 조영(당시 6세)을 보고 마음을 고쳐먹고 오물을 넣은 삼베옷을 입고 곡기를 끊어 깡말라졌다. 이후에 양쌍이 군 장관과 화해해 포로로 잡혀 있던 왕이와 조영은 풀려났다.
건안 연간(196년 ~ 220년) 중반에 조앙이 참군사(參軍事)에 취임하여 가족이 기성으로 이주했다.
건안 18년(213년) 마초가 기현을 공격하자(기현 전투) 왕이는 궁수용 팔찌를 끼고 나서 몸소 싸웠으며, 장신구나 사치품을 병사들에게 상으로 나눠주어 사기를 높였다. 8개월에 이르는 마초의 맹공에 성 안은 굶주림에 시달렸고, 자사 위강은 마초에게 화의를 청했다. 조앙과 양부가 위강에게 항복에 반대했으나 받아들여지지 않았고, 조앙은 귀가해서 아내에게 그 일을 말했다. 그러자 왕이는 "(하후연의) 구원이 가까이 오지 않았다고 할 수 없습니다. 병사를 고무해서 절개를 다하고 죽지, 항복은 안 됩니다"라고 하였다. 이에 조앙은 위강을 다시 만류하러 갔지만, 이미 위강은 마초에게 항복한 뒤였다.
마초는 위강의 항복을 받아들인 뒤, 약속을 어기고 위강을 죽였다. 동시에 조앙의 아들 조월을 인질로 잡아갔다. 마초는 조앙을 쓰고 싶었지만 신뢰하지 못했는데, 때마침 마초의 아내가 왕이의 평판을 듣고 알고 있었기에 왕이를 연회에 초대했다. 이것을 기회로 왕이는 마초의 아내와 친해졌고, 마초가 조앙을 신뢰하게 되었다.
양부가 노성에서 강서와 함께 반란을 일으키고, 마초가 이를 진압하러 출진했다. 조앙은 양부에게 내응하기로 해놓고 왕이에게 인질로 잡혀간 조월은 어떻게 해야할지 물었다. 왕이는 "충의를 세우고 군부의 치욕을 씻기 위해서는 자신의 목을 잃어도 별 것이 아닐진대, 아들 하나쯤이 무엇입니까"라고 말했다. 이에 조앙은 양관 등과 함께 양부에게 내응하여 마초의 처자식들을 죽였고, 갈 곳을 잃은 마초는 한중으로 달아나 장로에게 의지하게 되었다.
이후 장로의 지원을 얻은 마초가 복수를 하기 위해 돌아왔으나 왕이는 남편과 함께 기산에 틀어박혀 싸웠다. 3일이 경과하자 장합이 이끄는 구원군이 도착했고, 마초는 그때까지 인질로 잡혀 있던 조월을 죽였다.
소설 《삼국지연의》에서는 이름 없이 "왕씨"(王氏)라고만 언급되며, 연의 제64화에 등장한다. 실제 역사에 기록된 책략가로서의 면모는 일체 찾아볼 수 없다.

## 같이 보기
- 삼국지 인물 목록

## 참고 자료
- 삼국지 권25 〈신비양부고당융전〉에 배송지가 인용한 《열녀전》